# Masdevallia garciae
Masdevallia garciae är en orkidéart som beskrevs av Carlyle August Luer. Masdevallia garciae ingår i släktet Masdevallia och familjen orkidéer. Inga underarter finns listade i Catalogue of Life.